# Infante của Tây Ban Nha
Infante/Infanta của Tây Ban Nha (tiếng Tây Ban Nha: Infante/Infanta de España) là một tước hiệu được ban cho các con của Quân chủ Tây Ban Nha cũng như cho con cái của người thừa kế ngai vàng là Thân vương xứ Asturias. Đi cùng với tước hiệu Infante danh cho Vương tử và Infanta dành cho Vương nữ là kính xưng bậc Royal Highness (Vương thân Điện hạ).
Khác với các chế độ quân chủ châu Âu khác, ở Tây Ban Nha chỉ có người thừa kế được gọi là Prince/Princess (với ý nghĩa là (Nữ) Thân vương)  và được phong tước hiệu Thân vương xứ Asturias và các tước hiệu truyền thống khác của người thừa kế ngai vàng Tây Ban Nha. Các Vương tử Vương nữ khác của Quốc vương Tây Ban Nha, cũng như là các con của Thân vương xứ Asturias, theo truyền thống sẽ được hưởng tước hiệu Infante/Infanta của Tây Ban Nha. 
Trong số các đặc quyền, các Infante và Infanta có quyền được chôn cất tại Pantéon de Infantes ở El Escorial.  Theo luật hiện nay, những người con của các Infante và Infanta sẽ được hưởng kính xưng The Most Excellent (excelentísimo/a señor(a)) và được liệt vào bậc Grandeza của Tây Ban Nha.  
Phối ngẫu của hai Vương nữ Margarita và Cristina ( Carlos Zurita y Delgado và Iñaki Urdangarín Liebaert) không được phong là Infante nhưng được hưởng kính xưng The Most Excellent. Ngoài ra, Carlos Zurita được sử dụng tước hiệu Công tước phu quân xứ Soria miễn là Carlos là phối ngẫu của Margarita hoặc vẫn duy trì tình trạng quan phu.  
Bên cạnh đó, luật pháp Tây Ban Nha cho phép QUân chủ Tây Ban Nha phong tước hiệu Infante thông qua Sắc lệnh Vương thất nếu họ được coi là xứng đáng. Những trường hợp này sẽ được gọi là Infante de gracia (Infante bởi ân điển).  Một trường hợp được ân phong là Carlos de Borbón-Dos Sicilias y Borbón-Parma, Công tước xứ Calabria, người đòi ngai vàng Hai Sicilie và là anh họ của Quốc vương Juan Carlos I của Tây Ban Nha.

## Lịch sử

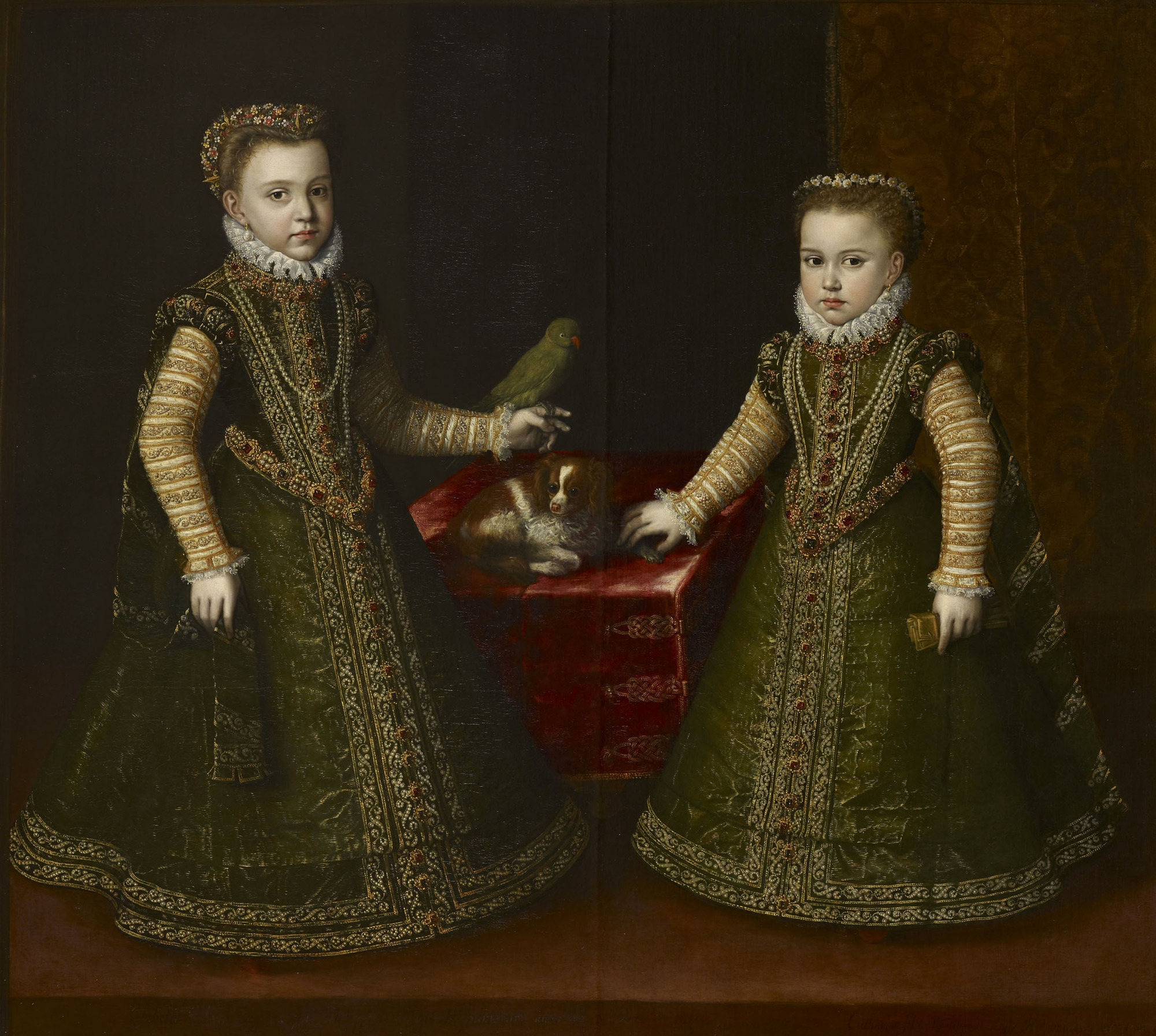
Infanta Isabel Clara Eugenia và Catalina Micaela; hai con gái của Felipe II của Tây Ban Nha (họa phẩm bởi Sofonisba Anguissola vào khoảng năm 1570).

Trong các chế độ quân chủ Tây Ban Nha thời trung cổ, cho dù là Castilla, León, Navarra hay Aragón, tất cả con trai và con gái của các quốc vương, kể cả con đầu lòng, đều chỉ là Infante. Tuy nhiên, vào cuối thế kỷ 14, Quốc vương Juan I của Castilla, con trai và người kế vị của Enrique II của Castilla, khi cho con trai đầu lòng là Enrique – Enrique III tương lai – kết hôn với Catherine của Lancaster, cháu ngoại của Pedro I của Castilla đã bị truất ngôi và bị giết chết, đã tạo ra tước hiệu Thân vương xứ Asturias cho hai vợ chồng. Tước hiệu này sau đó được truyền lại cho những người thừa kế kế tiếp, bất kể là nam hay nữ. Khi sinh ra, các con đầu lòng của các vị quân chủ đều là Infante và Infanta như các em của mình, nhưng khi được tuyên bố là người thừa kế trước Quốc hội, những người này sẽ trở thành Thân vương xứ Asturias. 
Điều tương tự cũng xảy ra ở Navarra, khi Carlos III phong cho cháu trai mình là Vương tôn Carlos, con trai của con gái Blanca và Chuan II của Aragón tương lai tước hiệu Thân vương xứ Viana, với quan điểm rằng tước hiệu này nên được phong cho trữ quân của Vương quyền Navarra. Nhưng khi Navarra bị chinh phục bởi Ferrando II của Aragón vào năm 1512, danh hiệu dành cho trữ quân Navarra cũng được ban cho trữ quân Castilla và Aragón, thậm chí còn cho rằng gia đình Albret bị lưu đày vẫn tiếp tục sử dụng danh hiệu này cho những người thừa kế của họ. 

## Quy định
Tước hiệu Infante và Infanta được quy định bởi Sắc lệnh Vương thất 1368/1987, ngày 6 tháng 11, về chế độ định danh hiệu, kính xưng và phẩm hạnh của Vương thất và nhiếp chính như sau: 
1. Các con của quân chủ không được phong Thân vương hay Nữ Thân vương xứ Asturias và các con của Thân vương hoặc Nữ Thân vương sẽ là Infante của Tây Ban Nha và được hưởng kính xưng Vương thân Điện hạ (tiếng Anh: Royal Highness). Phối ngẫu của các Infante, miễn vẫn là phối ngẫu hoặc duy trì tình trạng ở góa, sẽ được hưởng kính xưng và phẩm hạnh mà Quốc vương phong tặng theo Điều 62, khoản f) của Hiến pháp 

2. Bên cạnh đó, Quốc vương có thể ban tước hiệu Infante cùng kính xưng Điện hạ (tiếng Anh: Highness) cho những người nhà vua thấy xứng đáng trong những trường hợp đặc biệt. 

3. Ngoại trừ những điều đã được quy định trong điều này và điều trước, và ngoại trừ những ngoai lệ được quy định trong điều 5 đối với các thành viên của Hội đồng Nhiếp chính, không ai có thể: 

a) Được phong là Thân vương hoặc Nữ Thân vương xứ Asturias hoặc bất cứ tước hiệu gì gắn liền với địa vị của người thừa kế Vương quyền. 

b) Được phong là Infante của Tây Ban Nha .

c) Được hưởng kính xưng và phẩm hạnh thuộc về các địa vị tương ứng ở khoản a) và b).

## Các Infante hiện tại của Tây Ban Nha

Biểu tượng Vương miện của Infante.

Hiện tại chỉ có các Infanta, tức là các Vương nữ. Infante cuối cùng là Carlos María của Tây Ban Nha, Công tước xứ Calabria. Theo luật pháp Tây Ban Nha, Infante của Tây Ban Nha là:
- Sofía de Borbón y Ortiz, con gái út của Felipe VI của Tây Ban Nha.
- Elena de Borbón y de Grecia, Công tước xứ Lugo, con gái đầu lòng của Vua Juan Carlos I của Tây Ban Nha và là chị gái của Felipe VI.
- Cristina de Borbón y de Grecia, con gái út của Juan Carlos I của Tây Ban Nha và là chị gái của Felipe VI.
- Margarita de Borbón y Borbón, Công tước xứ Soria và Hernani, con gái út của Juan của Tây Ban Nha, Bá tước xứ Barcelona và là cô của Felipe VI.